# Samazan
 Samazan  es una población y comuna francesa, en la región de Aquitania, departamento de Lot y Garona, en el distrito de Marmande y cantón de Le Mas-d'Agenais.

## Demografía
| 749 | 745 | 642 | 683 | 732 | 748 |
| Para los censos de 1962 a 1999 la población legal corresponde a la población sin duplicidades (Fuente: INSEE [Consultar]) |     |     |     |     |     |